# Похідний душ
Похідний душ  -
ємність що наповнюється водою і призначена для монтування на високій точці місцевості для виконання функції душу. Ємність як правило виготовляється з м'яких матеріалів що здатні герметично зберігати воду всередині конструкції. Похідний душ зазвичай монтується на гілку дерева або дерев'яну рейку. Принцип роботи похідного душу полягає в тому що ємність наповнюють водою й підвішують за гачок на гілці або перекладині на рівні двох метрів
.
Похідний душ призначений замінити повноцінний душ, тобто використовується для підтримання гігієни людей які знаходяться в складних побутових умовах. Не варто плутати похідний душ з сухим душем.